# Lingue batak
Le lingue Batak sono sette lingue, parlate dal popolo Batak stanziati nella provincia di Sumatra Settentrionale in Indonesia.
le lingue Batak appartengono alla Famiglia linguistica austrnesiana, gruppo Lingue maleo-polinesiache, ramo Lingue di Sumatra nord-occidentali.

## Scrittura
Storicamente le lingue erano scritte utilizzando l'Alfabeto Batak ma, modernamente, l'Alfabeto latino viene usato sempre più spesso.

## Suddivisione
Le lingue Batak, sono normalmente suddivise in due gruppi principali: il Batak settentrionale ed il Batak meridionale, entrambi formati da tre lingue. vi è poi una lingua intermedia (il Simalungun) e quindi non appartenente a nessuno dei due gruppi, anche se, alcuni recenti studi, suggerirebbero che sia da considerare appartenente al gruppo meridionale.
La suddivisione illustrata di seguito, è quella proposta da Ethnologue.com. (Tra parentesi tonda il numero di lingue che formano il gruppo) [tra parentesi quadre, per ogni lingua il codice internazionale linguistico]
- - Lingue batak (7)
    - Batak settentrionali (3)
      - Lingua batak alas-kluet  [btz]
      - Lingua batak dairi (o PakPak)  [btd]
      - Lingua batak karo  [btx]

    - Simalungun (1)
      - Lingua batak simalungun  [bts]

    - Batak meridionali (3)
      - Lingua batak angkola [akb]
      - Lingua batak toba [bbc]
      - Lingua batak mandailing [btm]

Suddivisioni geografiche delle lingue Batak

Il Mandailing e l'Angkola sono più vicine tra di loro che col Toba.
Le aree geografiche delle varie lingue Batak sono rappresentate nella mappa; notare che il Lago Toba separa il Karo da un diretto contatto col Toba.